# Kirgizische voetbalbond
De Kirgizische voetbalbond of Kyrgyz Football Union (KFU) is de voetbalbond van Kirgizië.
De voetbalbond werd opgericht in 1992 en is sinds 1994 lid van de Aziatisch voetbalbond (AFC) en sinds 2015 lid van de Centraal-Aziatische voetbalbond (CAFA). In 1994 werd de bond lid van de FIFA. Het hoofdkantoor staat in Bisjkek. Tot 2019 heette de bond Football Federation of Kyrgyz Republic. In 2014 ontving de bond de “Aspiring Federation of the Year”.
De voetbalbond is verantwoordelijk voor het Kirgizisch voetbalelftal.

## President
In oktober 2021 was de president Mederbek Sydykov.